# Yoduro
En química, se denomina yoduro (también ioduro) a la sal resultante de la unión del yodo con un radical simple o compuesto. Estructuralmente, el yoduro es un ion negativo con carga −1. Forma compuestos con la mayoría de los iones metálicos, aunque no todos son solubles en medio acuoso.  Algunos de estos compuestos poco solubles, pueden llegar a disolverse si se añade un exceso de yoduro proveniente de una disolución acuosa de yoduro potásico o sódico, ya que se forman iones complejos poliyodados,   como I4Hg2-, I4Bi- o I4Pd2-, entre otros.

## Características y propiedades
El anión yoduro es uno de los aniones monoatómicos más grandes. Se le asigna un radio iónico de unos 206 picómetros considerablemente mayor que el correspondiente al resto de los iones haluro: bromuro (196 pm), cloruro (181 pm) y fluoruro (133 pm). Como consecuencia y en parte debido a su gran tamaño relativo, el yoduro forma enlaces relativamente débiles con la mayoría de los elementos.
En relación con sus propiedades químicas, el anión yoduro, al provenir de un ácido fuerte (HI) actúa como una base conjugada extremadamente débil, por lo que no tiene reacción con el agua, dando pH = 7 cuando se encuentra en disolución acuosa. Frente a los cationes, puede actuar como reductor, precipitante y como formador de complejos.

### Propiedades oxido-reductoras
El ion I- puede oxidarse con relativa facilidad. El potencial de reducción del sistema I2/I- presenta un potencial normal de 0,5355 V en medio ácido.
{\displaystyle {\ce {I2 + 2e- <=>> 2I- (E^0 = +0,5355 V)}}}
Dado este valor de potencial, existen numerosas sustancias que pueden oxidar el yoduro a yodo, tanto cationes metálicos como otros compuestos químicos. Así, en presencia de ácido sulfúrico concentrado el yoduro se oxida a yodo incluso en frío.
{\displaystyle {\ce {SO4^2- +4H+ + 2I- -> I2 + SO2 + 2H2O}}}
Si hay suficiente yoduro, la reacción puede continuar para producir azufre e incluso llegar a formar sulfuro de hidrógeno, dependiendo del exceso.
{\displaystyle {\ce {SO2 + 4H+ + 4I- -> 2I2 + S + 2H2O}}}
{\displaystyle {\ce {SO4^2- + 10H+ + 8I- -> 4I2 + H2S + 4H2O}}}
También lo oxidan los nitritos:
{\displaystyle {\ce {2NO2- + 4H+ + 2I- <=> I2 + 2NO + 2H2O}}}
E incluso algunos cationes:
{\displaystyle {\ce {2Cu^2+ + 4I- -> 2CuI(s) + I2}}}
Otras especies capaces de oxidar el I- a I2 en medio ácido son: As(V), Cu(II), Fe(III), Sb(V), Ce(IV), V(V), Au(III), Se(IV), así como el permanganato (MnO4-) y el dicromato (Cr2O72-, entre otros aniones.

### Reacciones de precipitación
El anión yoduro precipita con numerosos cationes metálicos, aunque algunos de ellos se redisuelven en exceso de yoduro por formación de iones complejos poliyodados. Muchos de estos precipitados tienen colores característicos, por lo que algunas de estas reacciones de precipitación se utilizan con fines de identificación de la especie metálica. Entre las especies metálicas que precipitan y no se redisuelven en exceso de yoduro están:
- Ag(I). Precipitado amarillo de AgI.
- Pb(II). Forma precipitado amarillo de PbI2 que es soluble en agua hirviente. Al enfriar cristaliza en forma de escamas amarillas brillantes conocidas como "lluvia de oro".
- Tl(I). También forma precipitado amarillo, apenas soluble en agua a ebullición.
- As(III). Precipita AsI3 amarillo, pero solo si el As(II) está en solución concentrada y en medio ácido.

### Formación de complejos
Algunas especies metálicas forman  iones complejos estables:
- Hg(II). Inicialmente precipita HgI2, de color rojo, pero fácilmente soluble en exceso de yoduro, dando el complejo incoloro HgI42-.
- Hg(I). Precipita Hg2I2  de color amarillo, Si se añade exceso de reactivo, se produce una reacción de dismutación, dando el complejo anterior de Hg(II) y mercurio metálico.

{\displaystyle {\ce {Hg2I2(s) + 2I- -> Hg(s) + HgI4^2-}}}
- Bi(III). Precipita BiI3, negro, soluble en exceso de reactivo.
- Cd(II). Forma directamente el complejo soluble CdI42- (incoloro) sin pasar por el estado de precipitado.

## Yoduros representativos
| Compuesto                               | Fórmula     | Apariencia                                 | Uso o aparición                                               |
| --------------------------------------- | ----------- | ------------------------------------------ | ------------------------------------------------------------- |
| Yoduro de potasio                       | KI          | cristales blancos                          | componente de yodo de la sal yodada                           |
| Yoduro de hidrógeno                     | HI          | gas incoloro                               | ácido fuerte mineral                                          |
| Yoduro de plata                         | AgI         | polvo amarillo que se oscurece a la luz    | componente fotoactivo de película fotográfica a base de plata |
| Yoduro de plomo                         | PbI2        | polvo amarillo soluble en agua a ebulición | Identificación cualitativa del Pb(II) en disolución           |
| Tiroxina (3,5,3′,5′ -tetraiodotironina) | C15H11I4NO4 | sólido amarillo pálido                     | hormona esencial para la salud humana                         |

## Otros oxianiones
El yodo puede asumir otros estados de oxidación de −1, +1, +3, +5, o +7. También se conocen algunos óxidos de yodo neutrales.
| Estado de oxidación del yodo | −1   | +1         | +3     | +5     | +7             |
| Nombre                       | Yodo | hipoyodito | yodito | yodato | peryodato      |
| Fórmula                      | I−   | IO−        | IO− 2  | IO− 3  | IO− 4 o IO5− 6 |